# Mîlți (Suprunivka), Poltava
Mîlți (în ucraineană Мильці) este un sat în comuna Suprunivka din raionul Poltava, regiunea Poltava, Ucraina.

## Demografie
Componența lingvistică a localității Mîlți
     Ucraineană (91,49%)
     Rusă (8,08%)
     Alte limbi (0,29%)
Conform recensământului din 2001, majoritatea populației localității Mîlți era vorbitoare de ucraineană (91,49%), existând în minoritate și vorbitori de rusă (8,08%).